# 울릉동해저간극
울릉동해저간극(East Gap of Ulleung)은 울릉도 동측과 울릉대지 사이에 있는 해저간극이다.

## 해양지명
수로업무법 제33조의4 제1항의 규정에 의거 해양지명위원회에서 심의·결정한 해양지명은 다음과 같다.
- 제정 해양지명 : 울릉동해저간극
- 대표위치(WGS-84) : 37-39N 131-00E
- 범위 : 울릉도 동측과 울릉대지 사이의 37-38N, 131-01E(남단)지점에서 37-41N, 130-57E(북단) 지점까지 갈라져 생긴 틈